# Ecuador i olympiska sommarspelen 1924
Ecuador deltog med tre deltagare vid de olympiska sommarspelen 1924 i Paris. Ingen av landets deltagare erövrade någon medalj.

## Friidrott
- Alberto Jarrín
- Alberto Jurado
- Belisario Villacís